# Sverre Dahlen Aspenes
Sverre Dahlen Aspenes (* 20. Juni 1997 in Skatval, Nord-Trøndelag) ist ein norwegischer Biathlet. Er ist sowohl Juniorenweltmeister als auch dreifacher Europameister.

## Sportliche Laufbahn
Sverre Dahlen Aspenes kam bereits 2007 zum Biathlonsport, trat aber erst relativ spät international in Erscheinung. Zunächst startete er 2015 und 2016 bei den nationalen Juniorenmeisterschaften im Skilanglauf. Erste Biathlonbewerbe lief Aspenes bei den Europameisterschaften der Junioren 2017 in Nové Město na Moravě. Bereits ein Jahr später gewann der Norweger seinen ersten internationalen Titel, als er aus dem Nichts das Verfolgungsrennen der Junioren-WM für sich entschied. Zudem gewann er noch Bronze im Sprint. Sein Debüt im IBU-Cup feierte er erst drei Jahre später in Obertilliach, sofort sprang mit Rang 12 im Sprint ein gutes Ergebnis heraus.
Den Durchbruch gab es für Aspenes in der Saison 2021/22. Bereits vor dem Jahreswechsel stand ein Podestplatz sowie ein weiteres Top-10-Ergebnis auf der Habenseite des Norwegers, wodurch er sich neben drei weiteren Athleten als Ersatz für die nicht anwesende A-Mannschaft für den Biathlonweltcup in Ruhpolding qualifizierte. Mit der Staffel ging es auf Rang sieben, im Verfolger sprangen mit Platz 25 erste Weltcuppunkte heraus. Bei den folgenden Europameisterschaften am Arber folgten dann die nächsten Erfolge. In Einzel und Verfolgung gewann der Norweger die Goldmedaille, womit er zum erfolgreichsten Athleten der EM gekürt wurde. Nach einem weiteren Sieg im IBU-Cup beendete Aspenes seine Saison in Kontiolahti und Oslo im Weltcup, erzielte weitere Platzierungen um die besten 30 und erreichte Rang 62 in der Gesamtwertung. In der Rangliste des IBU-Cups lag er zum Saisonschluss hinter Erlend Bjøntegaard und Håvard Bogetveit auf dem dritten Platz.
Im Gegensatz zum vorigen Winter verlief die Saison 2022/23 aus privaten Gründen erwartungsgemäß wenig erfolgreich. Einzig in Idre bekam Aspenes IBU-Cup-Einsätze und lief noch dreimal in die Top 10, als Titelverteidiger kam er bei den Europameisterschaften nicht über Rang 14 im Verfolger hinaus. Am Saisonende krönte er sich allerdings zum Norwegischen Meister im Sprint, indem er Vetle Paulsen und Johannes Thingnes Bø klar distanzierte, den Massenstart schloss er hinter Bø als zweiter ab. Trotz dieses Erfolges verlor Aspenes nach dieser Saison seinen Kaderplatz. Er trainiert seitdem im privaten Team Havland unter der Leitung von Knut Tore Berland. Im Winter 2023/24 lief der Norweger zum Großteil auf nationaler Ebene und kam erst zum Saisonfinale in Obertilliach in den IBU-Cup, dominierte dort die Laufzeiten und sicherte sich nach zwei Podestplätzen im saisonschließenden Massenstart seinen zweiten Sieg auf dieser Ebene.
Im Winter 2024/25 trat Aspenes wieder durchgehend im IBU-Cup an und gewann mit dem saisoneröffnenden Sprint von Idre auch sogleich einen Wettkampf. Zwar gelang es ihm während der gesamten Saison nicht, ein Rennen ohne Fehlschuss zu absolvieren, trotzdem gehörte der Norweger zu den besten Athleten auf der zweiten Wettkampfserie und gewann auch bei den Europameisterschaften Bronze im Sprint sowie die Goldmedaille mit der Männerstaffel. Nach Saisonende sicherte er sich bei den nationalen Meisterschaften im Sprint dank fehlerfreier Schießleistung seinen ersten norwegischen Meistertitel.

## Persönliches
Aspenes lebt am Biathlonstützpunkt in Lillehammer. Er hatte einen vier Jahre jüngeren Bruder, der sich im Sommer 2022 das Leben nahm, woraufhin Aspenes die Saison 2022/23 nahezu komplett ausfallen ließ.

## Statistiken

### Weltcupplatzierungen
Die Tabelle zeigt alle Platzierungen (je nach Austragungsjahr einschließlich Olympische Spiele und Weltmeisterschaften).
- 1.–3. Platz: Anzahl der Podiumsplatzierungen
- Top 10: Anzahl der Platzierungen unter den ersten zehn (einschließlich Podium)
- Punkteränge: Anzahl der Platzierungen innerhalb der Punkteränge (einschließlich Podium und Top 10)
- Starts: Anzahl gelaufener Rennen in der jeweiligen Disziplin
- Staffel: inklusive Mixed- und Single-Mixed-Staffeln

| Platzierung               | Einzel | Sprint | Verfolgung | Massenstart | Staffel | Gesamt |
| ------------------------- | ------ | ------ | ---------- | ----------- | ------- | ------ |
| 1. Platz                  |        |        |            |             |         |        |
| 2. Platz                  |        |        |            |             |         |        |
| 3. Platz                  |        |        |            |             |         |        |
| Top 10                    |        |        |            |             | 1       | 1      |
| Punkteränge               |        | 2      | 3          |             | 1       | 6      |
| Starts                    |        | 3      | 3          |             | 1       | 7      |
| Stand: Saisonende 2021/22 |        |        |            |             |         |        |

### Weltcupwertungen
Ergebnisse bei Weltcups (Disziplinen- und Gesamtweltcup) gemäß Punktesystem.
| Saison  | Einzel | Einzel | Sprint | Sprint | Verfolgung | Verfolgung | Massenstart | Massenstart | Gesamt | Gesamt |
| Saison  | Platz  | Punkte | Platz  | Punkte | Platz      | Punkte     | Platz       | Punkte      | Platz  | Punkte |
| ------- | ------ | ------ | ------ | ------ | ---------- | ---------- | ----------- | ----------- | ------ | ------ |
| 2021/22 | –      | –      | 69.    | 21     | 42.        | 40         | –           | –           | 62.    | 61     |

### Juniorenweltmeisterschaften
Ergebnisse bei den Juniorenweltmeisterschaften:
| Weltmeisterschaften | Weltmeisterschaften | Einzelwettbewerbe | Einzelwettbewerbe | Einzelwettbewerbe | Herrenstaffel |
| Jahr                | Ort                 | Einzel            | Sprint            | Verfolgung        | Herrenstaffel |
| ------------------- | ------------------- | ----------------- | ----------------- | ----------------- | ------------- |
| 2018                | Otepää              | –                 | 3.                | 1.                | –             |

### IBU-Cup-Siege
| Nr. | Datum         | Ort          | Disziplin      |
| --- | ------------- | ------------ | -------------- |
| 1.  | 26. Jan. 2022 | Arber (EM)   | Einzel         |
| 2.  | 29. Jan. 2022 | Arber (EM)   | Verfolgung     |
| 3.  | 3. Feb. 2022  | Nové Město   | Sprint         |
| 4.  | 9. März 2024  | Obertilliach | Massenstart 60 |
| 5.  | 28. Nov. 2024 | Idre         | Sprint         |
| 6.  | 18. Jan. 2025 | Osrblie      | Mixedstaffel 1 |
| 7.  | 2. Feb. 2025  | Martell (EM) | Staffel 2      |